# Clearlight (französische Band)
Clearlight ist eine französische Progressive-Rock-Band, die in den 1970er Jahren von Cyrille Verdeaux gegründet wurde.

## Geschichte
Cyrille Verdeaux, der klassische Musik und Klavier studiert hatte, veröffentlichte 1975 bei Virgin Records sein erstes Album mit dem Titel Clearlight Symphony. Auf dem Cover wurde kein Interpret genannt, daher gibt es unterschiedliche Meinungen, ob dies ein Soloprojekt von Verdeaux oder das erste Album von Clearlight war. Am Album waren mehrere Musiker der Band Gong beteiligt.
Ebenfalls 1975 erschien das Album Delired Cameleon Family, der Soundtrack zum französischen Film „Visa de censure n° X“ von Pierre Clémenti, aufgenommen mit einer geänderten und erweiterten Besetzung. Auch hier ist der Bandname Clearlight nicht erwähnt, daher ist strittig, ob das Album der Band zugerechnet werden kann.
Erst das nächste Album Forever Blowing Bubbles, ebenfalls 1975 herausgekommen, zeigt den Namen Clearlight auf dem Cover. Es folgten 1976 und 1978 zwei weitere Clearlight-Alben, bevor Cyrille Verdeaux sich anderen Projekten zuwandte.
1990 nahm Verdeaux Clearlight Symphony II auf. Seitdem erschienen wieder neue Alben unter dem Namen Clearlight.

## Diskografie
- 1975: Clearlight Symphony (Virgin Records)
- 1975: Delired Cameleon Family (EMI Records)
- 1975: Forever Blowing Bubbles (Virgin Records)
- 1976: Les Contes du Singe Fou (Isadora Records)
- 1978: Visions (Celluloid / LTM Records)
- 1990: Clearlight Symphony II (Mantra Records)
- 1994: In Your Hands (Legend Music)
- 2003: Infinite Symphony (Clearlight Music)
- 2008: Clearlight Box Set (Captain Trip Records)